# Pazifikspiele 2019/Badminton
Bei den Pazifikspielen 2019 wurden vom 8. bis zum 13. Juli 2019 in Apia, Samoa, sechs Badmintonwettbewerbe ausgetragen.

## Medaillengewinner
| Disziplin    | Gold | Silber | Bronze |
| ------------ | --- | --- | --- |
| Herreneinzel | Rémi Rossi | Yohan de Geoffroy | Louis Beaubois |
| Dameneinzel  | Dgeniva Matauli | Coralie Bouttin | Danielle Whiteside |
| Herrendoppel | Rauhiri Goguenheim Rémi Rossi | Quentin Bernaix Tarepa Bourgery | Ronan Ho-Yagues Morgan Paitio |
| Damendoppel  | Johanna Kou Dgeniva Matauli | Karyn Gibson Andra Whiteside | Coralie Bouttin Esther Tau |
| Mixed        | Rémi Rossi Coralie Bouttin | Burty Molia Karyn Gibson | Morgan Paitio Johanna Kou |
| Mixed Team   | Fidschi Ahmad Ali Alissa Dean Martin Feussner Karyn Gibson Liam Fong Ryan Fong Burty Molia Andra Whiteside Danielle Whiteside Ashley Yee | Neukaledonien Yohan de Geoffroy Ronan Ho-Yagues Soizick Ho-Yagues Johanna Kou Dgenyva Matauli Cecilia Moussy Bryan Nicole Morgan Paitio Melissa Sanmoestanom | Tahiti Ingrid Ateni Louis Beaubois Quentin Bernaix Tarepa Bourgery Coralie Bouttin Heinamu Frogier Rauhiri Goguenheim Manuarii Ly Hinhere Mara Melissa Mi You Rémi Rossi Esther Tau |